# بيت الطيبي

تعديل مصدري - تعديل

بيت الطيبي (Bait Al-Teibi) هي إحدى قرى عزلة كهال في مديرية المنار محافظة ذمار اليمنية.

## الجغرافيا
تقع قرية بيت الطيبي في جنوب مديرية المنار غرب محافظة ذمار وتبعد عن ذمار بحوالي (30) كيلو متر كما أنها تقع بين خط الطول (44.128472) وخط العرض (14.592278) وترتفع عن مستوى سطح البحر 2.4 كيلومتر، ويحدها من الشمال عزلة غربان ومن الشرق وادي الامحال ومن الجنوب قرية عماد (ذمار)، ومن جهة الغرب هجرة الفاضلي، وتحتوي قرية بيت الطيبي على سلاسل ومرتفعات جبلية ومدرجات زراعية.

## المساحة
تبلغ مساحة قرية بيت الطيبي حوالي 2,2 كيلو متر مربعاً تقريباً.

## السكان
بلغ عدد سكان قرية بيت الطيبي (282) نسمة حسب تعداد اليمن لعام 2004.

## الأنشطة الاقتصادية
معظم سكان القرية يعملون في الوظائف العامة والخاصة وبعضهم يعمل في الزراعة الموسمية التي تعتمد على الأمطار الموسمية، كما يعمل البعض في زراعة القات وتسويقه، والبعض الآخر يعمل في استخراج الأحجار الكريمة «الجزع» (العقيق اليماني) «الأحمر والكبدي» والتي تشتهر به قرية بيت الطيبي ويعتبر من أجود أنواع العقيق اليمني.

### الزراعة
تزرع الذرة الرفيعة بكميات كبيرة والذرة الشامية والبازيليا بكميات متوسطة والعدس والقمح والشعير بكميات قليلة، وتعتمد زراعة هذه الأنواع على مياه الأمطار.

### الرعي وتربية الحيوانات
تربى في قرية بيت الطيبي الأغنام بكميات متوسطة، والأبقار والدواجن والنحل بكميات قليلية.

## روابط خارجية
- الجهاز المركزي للإحصاء بالجمهورية اليمنية
- المركز الوطني للمعلومات باليمن
- World Gazetteer:Yemen
- الدليل الشامل